# Рыбаково (Псковская область)
Рыбако́во — деревня в Невельском районе Псковской области России. Входит в состав сельского поселения «Артёмовская волость».

## География
Ближайшая крупная деревня Усово находится в 2 верстах к югу, райцентр город Невель в 19 верстах к северо-западу. Рядом небольшое озеро Шубенка.

## Население
Численность населения деревни на конец 2000 года составляла 3 жителя.